# 文峰街道 (重庆市)
文峰街道，是中华人民共和国重庆市开州区下辖的一个乡镇级行政单位。

## 行政区划
文峰街道下辖以下地区：
文峰社区、中吉社区、明镜石社区、富厚社区、三中社区、双合店社区、天鹅湖社区、中原社区、杨柳社区、文成社区、南郊社区、木桥村和高市村。